# Verkiezingen voor het Europees Parlement 2014/Kandidatenlijst/ikkiesvooreerlijk.eu

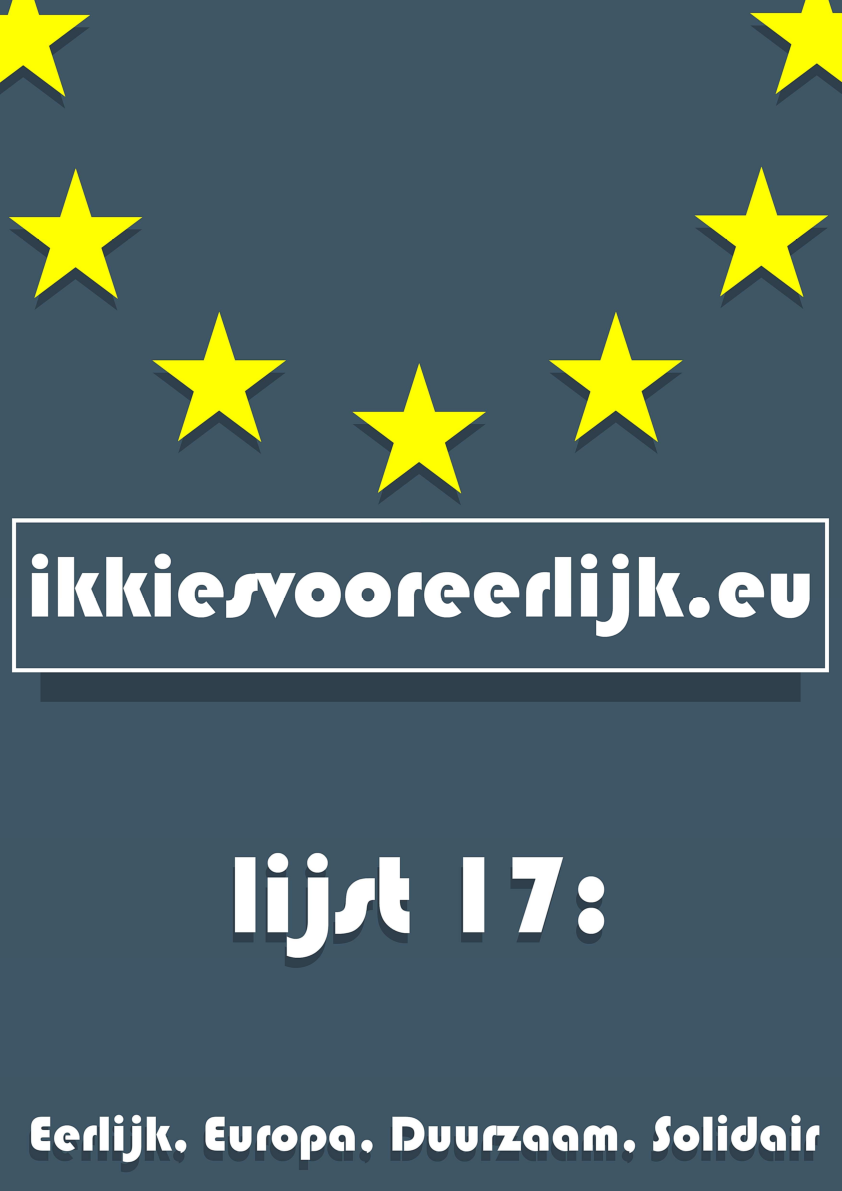
Campagneposter

De kandidatenlijst voor de Europese Parlementsverkiezingen 2014 in Nederland van ikkiesvooreerlijk.eu (lijstnummer 17) is na controle door de Kiesraad als volgt vastgesteld:
1. Van Hulten M.H.M. (Michel) (m), Lelystad
2. Van der Zee H.J.A. (Hugo) (m), Anzère (CH)
3. Warnars L.M.E. (Lavinia) (v), 's-Gravenhage
4. Lampe A.R (Armando) (m), Bringamosa (AW)
5. Raileanu A.C. (Antonia) (v), Enschede
6. Leppers A.C.A. (Albert) (m), Melick
7. Van de Mosselaar P.A.G.M. (Peter) (m), Bonaire
8. Gerbrands P.J. (Paul) (m), Valkenswaard
9. Wierda S.G. (Sent) (m), Lent
10. Bierman M. (Marten) (m), Amsterdam
11. Van Beers G. (Gustaaf) (m), Var (FR)

CDA-Europese Volkspartij · 
PVV (Partij voor de Vrijheid) ·
P.v.d.A./Europese Sociaaldemocraten ·
VVD ·
Democraten 66 (D66)-ALDE ·
GROENLINKS ·
SP (Socialistische Partij) ·
ChristenUnie-SGP ·
Artikel50 ·
IQ, de Rechten-Plichten-Partij ·
Piratenpartij ·
50PLUS ·
De Groenen ·
Anti EU(ro) Partij ·
Liberaal Democratische Partij ·
JEZUS LEEFT ·
ikkiesvooreerlijk.eu ·
Partij voor de Dieren ·
Aandacht en Eenvoud